# Адам, Енё
Енё А́дам (венг. Ádám Jenő; 12 декабря 1896, Нигглау, Австро-Венгрия, ныне Сигетсентмиклош, Венгрия — 15 мая 1982, Будапешт, Венгрия) — венгерский композитор, дирижёр, музыковед и педагог.

## Биография
В 1925 году окончил Высшую музыкальную школу имени Ференца Листа в Будапеште у Золтана Кодая (композиция), а в 1933—1935 годах учился в Базельской консерватории у Феликса Вайнгартнера (дирижирование). В 1925—1938 годах преподавал пение в общеобразовательных школах. В 1929—1959 годах — профессор, заведующий кафедрой музыкально-педагогического факультета, руководитель хора Высшей музыкальной школы. С 1935 года участвовал в разработке современной системы музыкального воспитания в Венгрии (под руководством Кодая). Автор учебника пения для общеобразовательной школы «Szó–Mi daloskönyv». Занимался собиранием и обработкой венгерских народных песен. В своих операх широко использовал венгерский музыкальный фольклор. Писал музыку для кино.

## Сочинения
- опера «Венгерское рождество» / Magyar Karácsony (1930, Будапешт)
- опера «Мария Вероника» / Mária Veronika (1938, Будапешт)
- оркестровая сюита «Доминика» (1925)
- 2 струнных квартета (1924, 1930)

## Литературные сочинения
- Módszeres énektanítás a relatív szolmizáció alapján. — Turul könyvkiadó, Bdpst, 1943. (с предисловием Кодая)
- A skálától a szimfóniáig. — Turul könyvkiadó, Bdpst, 1944.
- A muzsikáról. — Zeneműkiadó, Budapest, 1953, 1955.
- Szó–Mi daloskönyv (társszerző: Kodály Zoltán). — Budapest, 1943–1946.

## Награды
- 1955 — Заслуженный артист ВНР
- 1957 — премия имени Лайоша Кошута
- 2002 — премия «Наследие Венгрии»

## Память
- Около здания музыкальной школы в его родном городе Сигетсентмиклоше установлен бюст и мемориальная доска.[1]
- Некоторые музыкальные школы Венгрии носят имя в честь Адама Ёне.